# Thomas Florschütz
Thomas Florschütz, född den 20 februari 1978 i Sonneberg, Östtyskland, är en tysk bobåkare.
Han tog OS-silver i herrarnas tvåmanna i samband med de olympiska bobtävlingarna 2010 i Vancouver.